# Lorenz von Stein
Lorenz von Stein (n. 15 noiembrie 1815, Borby⁠(d), Schleswig-Holstein, Germania – d. 23 septembrie 1890, Hadersdorf-Weidlingau⁠(d), Viena, Austro-Ungaria) a fost un economist, sociolog și profesor de administrație publică german. În calitate de consilier al Japoniei în epoca Meiji, vederile politice conservatoare ale sale au influențat elaborarea Constituției Imperiului Japonez.

## Biografie
Stein s-a născut în orașul maritim danez Borby (astăzi inclus în orașul Eckernförde) din Schleswig-Holstein sub numele de Wasmer Jacob Lorentz. A studiat filosofia și jurisprudența la universitățile din Kiel și Jena în perioada 1835-1839 și la Universitatea din Paris în 1841-1842. Între anii 1846 și 1851 Stein a fost profesor asociat la Universitatea din Kiel și a îndeplinit, de asemenea, funcția de membru al Parlamentului de la Frankfurt în 1848. Aderarea sa la cauza independenței Ducatului Schleswig, pe atunci parte a Danemarcei, a dus la concedierea sa în 1852.
În 1848 Stein a publicat o carte intitulată Die sozialistischen und kommunistischen Bewegungen seit der dritten französischen Revolution, în care a introdus termenul „mișcare socială” în discuțiile științifice - înfățișând efectiv în acest fel lupta politică drepturile sociale înțelese ca drepturi de bunăstare.
Această temă a fost reluată în 1850, când Stein a publicat o carte intitulată Geschichte der sozialen Bewegung in Frankreich von 1789 bis auf unsere Tage. Pentru Stein, mișcarea socială a fost înțeleasă în principiu ca o mișcare de la societate către stat, cauzată de inegalitățile din economie, transformând proletariatul în forță politică reprezentativă. Cartea a fost tradusă în limba engleză de Kaethe Mengelberg și publicată de Bedminster Press în 1964 (Cahman, 1966).
Din 1855 până la pensionarea sa în 1885, von Stein a fost profesor de economie politică la Universitatea din Viena. Lucrările sale din acea perioadă sunt considerate ca bază a științei administrației publice. El a influențat, de asemenea, practica finanțelor publice.
În 1882 primul ministru japonez Itō Hirobumi a condus o delegație în Europa pentru a studia sistemele administrative occidentale. Membrii delegației au mers mai întâi la Berlin, unde au fost instruiți de Rudolf von Gneist, și apoi de Viena, unde Stein preda ca profesor la Universitatea din Viena. La fel ca în cazul lui Gneist, mesajul lui Stein adresat delegației japoneze a fost că votul universal și politica de partid trebuiau evitate. Stein a afirmat că statul era mai presus de societate și că scopul statului era acela de a realiza reforma socială, care să fie pusă în aplicare de la nivelul monarhiei până la oamenii de rând.
Cu toate acestea, Stein este cel mai bine cunoscut pentru faptul că a aplicat dialectica lui Hegel în domeniul administrației publice și a economiei naționale pentru a îmbunătăți sistematica acestor științe, deși el nu a neglijat aspectele istorice.
Stein a analizat starea claselor sociale ale timpului său și o raportează la statul care practică o economie a bunăstării. El a realizat o interpretare economică a istoriei care a inclus conceptele de proletariat și lupta de clasă, dar a respins procedura revoluționară de îmbunătățire a situației clasei muncitoare. În ciuda unei asemănări a ideilor sale cu cele ale marxismului, amploarea influenței lui Stein asupra lui Karl Marx este incertă. Cu toate acestea, Marx arată prin câteva observații despre von Stein împrăștiate în scrierile sale că citise cartea lui din 1842 despre gândirea comunistă din Franța. De exemplu, în Ideologia germană (1845-1846), Stein este menționat, dar numai ca autor al cărții Der Sozialismus und Communismus des heutigen Frankreich (1842). Chiar dacă von Stein, în câteva cazuri, îl menționează pe Marx, o influență inversă pare a fi mai puțin probabilă.
Stein a murit la domiciliul său din Hadersdorf-Weidlingau din districtul Penzing al Vienei și a fost îngropat în cimitirul protestant Matzleinsdorf.

## Lucrări publicate
- Der Sozialismus und Communismus des heutigen Frankreich, Leipzig, 1842; ed. a II-a, 1847.
- Die sozialistischen und kommunistischen Bewegungen seit der dritten französischen Revolution, Stuttgart, 1848.
- Geschichte der sozialen Bewegung in Frankreich von 1789 bis auf unsere Tage, Leipzig, 1850, 3 vol.
- Geschichte des französischen Strafrechts, Basel, 1847.
- Französische Staats- und Rechtsgeschichte, Basel, 1846-1848, 3 vol.
- System der Staatswissenschaft, Vol. I: Statistik, Basel, 1852; Vol. II: Gesellschaftslehre, Basel, 1857.
- Die neue Gestaltung der Geld- und Kreditverhältnisse in Österreich, Viena, 1855.
- Lehrbuch der Volkswirtschaft, Viena, 1858; ed. a III-a, Lehrbuch der Nationalökonomie, 1887.
- Lehrbuch der Finanzwissenschaft, Leipzig, 1860; ed. a V-a, 1885-1886, 4 vol.
- Die Lehre vom Heerwesen, Stuttgart, 1872.
- Verwaltungslehre, Stuttgart, 1865-1884, 8 vol.
- Handbuch der Verwaltungslehre, Stuttgart, 1870; ed. a III-a, 1889, 3 vol.